# Gabriel Ier de Constantinople
Gabriel Ier de Constantinople (en grec : Γαβριήλ Α΄) fut patriarche de Constantinople environ cinq mois en 1596.

## Biographie
Métropolite de Thessalonique, Gabriel occupe le siège patriarcal pendant cinq mois, probablement de mars à fin août 1596, après le retrait de Mathieu II. Il meurt avant la fin de l'année.

## Sources
- Venance Grumel, Traité d'études byzantines, vol. I : La chronologie, Presses universitaires de France, Paris, 1958.
- Nicolas Viton de Saint-Allais, L'art de vérifier les dates, tome I, Paris, 1818, p. 494.